# Revolution Mother
Revolution Mother est un groupe de punk hardcore américain, originaire de Long Beach, en Californie. Le groupe est formé par le skateur pro Mike Vallely au chant et Jason Hampton à la guitare. D'abord appelé Mike V and The Rats le groupe changea de nom après un premier EP. Vallely et Hampton recrutent Colin Buis à la basse et Brendan Murphy à la batterie pour compléter le groupe. Selon Mike V, le son de Revolution Mother serait du pissed off rock'n'roll (c'est-à-dire du « rock d'énervé »).

## Biographie
Influencés par des groupes comme Black Sabbath, Motörhead, Black Flag et AC/DC, Mike Vallely, skateur pro très connu dans l'industrie du skateboard, et Jason Hampton, guitariste de la scène californienne locale, décident de créer Revolution Mother à la fin de 2005. Le groupe publie son premier EP, Enjoy the Ride, en 2006. D'abord accompagnés de Wal Rashidi à la batterie et Eddie Solis à la basse, le groupe part en tournée américaine en soutien à l'EP, avec le groupe du frère de Bam Margera, CKY. Entretemps, Colin Buis remplace Eddie Solis à la basse, et Brendan Murphy remplace Wal Rashidi à la batterie.
Avec Hampton comme principal compositeur du groupe, Revolution Mother rentre en studio en mars 2007, et sort en juin le premier album Glory Bound produit par Andy Johns (Godsmack, Led Zeppelin) et Mudrock (Avenged Sevenfold, Eighteen Visions). En juillet 2007, le groupe est embarqué sur la très renommée tournée Vans Warped Tour puis en septembre ils partent pour une grande tournée des skateparks et des clubs d'Europe. L'année 2008 est très prolifique pour le groupe puisqu'ils ouvrent les concerts de différents groupes, tels que Social Distortion, Bad Religion, The Used, et Tiger Army. Durant cette année, le groupe est sponsorisé par la marque de vêtement Lucky 13.
Au début de 2009, le groupe ouvre pour Danzig lors de quelques dates en Californie. De plus, Revolution Mother fera quelques dates avec les protégés de la marque Volcom le groupe Valient Thorr. Durant leur concert le guitariste aux allures de biker, Jason Hampton, a l'habitude de mettre son casque de biker et de se fondre dans la foule pour jouer certains des soli du groupe. La même année vers avril-mai, ils signent avec le label Ferret Music, et publient un nouvel album, intitulé Rollin' with tha Mutha, le 7 juillet 2009. La même année, la chanson Ride to the Sky II apparait dans le film Very Bad Trip.
Au début de 2010, Revolution Mother se met en pause, à la suite du nouveau projet de Mike Vallely, By the Sword.

## Membres

### Membres actuels
- Mike Vallely — chant
- Jason Hampton — guitare
- Colin Buis — basse
- Brendan Murphy — batterie

### Anciens membres
- Wal Rashidi — batterie
- Eddie Solis — basse

## Discographie
- 2006 : Enjoy the ride (EP cinq titres)
- 2007 : Glory Bound
- 2007 : Viva la Bands Vol. 2 (compilation, titre Come on)
- 2009 : Rollin' with tha Mutha